# Franz Xaver Gerl
Franz Xaver Gerl (* 30. November 1764 in Andorf; † 9. März 1827 in Mannheim) war ein österreichischer Opernsänger (Bass) und Komponist.

## Leben
Franz Xaver Gerl wurde als Sohn eines Dorfschulmeisters und Organisten geboren. Ab 1777 war er Altist bei den Salzburger Sängerknaben, wo er Schüler von Leopold Mozart gewesen sein muss, besuchte ab 1778 das Universitätsgymnasium Salzburg. Schließlich studierte er an der Universität Salzburg Physik und Logik, brach dieses Studium jedoch ab und schloss sich 1785 der Theatertruppe von Ludwig Schmidt in Erlangen als Bass an. Nach deren Auflösung trat er der Truppe von Gustav Friedrich Großmann und Christian Wilhelm Klos bei. Ab 1787 gehörte er in Regensburg zum Ensemble von Emanuel Schikaneder, mit dem er 1789 nach Wien ging. Am 2. September 1789 heiratete er Barbara Reisinger, die als Sopranistin ebenfalls zu Schikaneders Truppe gehörte.
Ab 1789 trat Gerl auch als Komponist von Gebrauchsmusik zu Aufführungen der Theatertruppe in Erscheinung, wobei die Singspiele zumeist als Gemeinschaftsproduktionen mit seinen Ensemble-Kollegen Benedikt Schack und Johann Baptist Henneberg auf Libretti von Schikaneder entstanden. Seine Paraderolle soll der Osmin in der Entführung aus dem Serail gewesen sein, den er schon 1786 erstmals sang. Bedeutsam war seine Mitwirkung an der Uraufführung von Wolfgang Amadeus Mozarts Zauberflöte, in der er die Rolle des Sarastro kreierte. Mozart komponierte für ihn die Arie Per questa bella mano KV 612, die vermutlich als Einlage in eine Buffa-Oper bestimmt war. Auch gehörte er zu den Sängern, mit denen Mozart noch am Vortag seines Todes Teile aus seinem Requiem probte.
1794 bis 1801 waren Gerl und seine Frau Barbara am Nationaltheater Brünn engagiert. 1802 wechselte Gerl an das Nationaltheater Mannheim, wo er 1826 als Großherzoglich Badischer Hofschauspieler pensioniert wurde. In den letzten Jahren seines Wirkens verlegte er seinen Schwerpunkt zunehmend auf Sprechrollen, u. a. in Dramen von Friedrich Schiller.
Sein jüngerer Bruder Judas Thaddäus Gerl (1774–1844) war ebenfalls als Opernsänger (Bass) tätig, was in älterer biographischer Literatur gelegentlich zu Verwechslungen zwischen beiden führte. Von einem weiteren Bruder, Johann Nepomuk Gerl (1769–1826), ist nur bekannt, dass er Sängerknabe in Salzburg war und später als Schulmeister und Organist in Andorf wirkte.

## Werke
Einlagenummern zu in Kollaboration entstandenen Singspielen:
- Der dumme Gärtner aus dem Gebirge oder Die zween Anton (mit Johann Baptist Henneberg und Benedikt Schack, Libretto: Emanuel Schikaneder; UA 12. Juli 1789)
- Jakob und Nannerl oder Der angenehme Traum (UA 25. Juli 1789; verschollen)
- Die verdeckten Sachen (mit Johann Baptist Henneberg und Benedikt Schack, Libretto: Emanuel Schikaneder; UA 26. September 1789)
- Was macht der Anton im Winter? (mit Johann Baptist Henneberg, Libretto: Emanuel Schikaneder; UA 6. Januar 1790)
- Der Frühling oder Der Anton ist noch nicht tot (mit Johann Baptist Henneberg und Benedikt Schack, Libretto: Emanuel Schikaneder; UA 18. Juni 1790)
- Don Quixotte und Sancho Pansa (Libretto: Carl Ludwig Giesecke; UA 17. April 1790; verschollen)
- Der Stein der Weisen oder Die Zauberinsel (mit Johann Baptist Henneberg, Wolfgang Amadeus Mozart, Benedikt Schack und Emanuel Schikaneder, Libretto: Emanuel Schikaneder; UA 11. September 1790)
- Die Wiener Zeitung (mit Benedikt Schack, Libretto: Carl Ludwig Giesecke; UA 12. Januar 1791)
- Der Zauber des Gesangs (UA Brünn, 23 Jan 1791; verschollen)
- Anton bei Hofe oder Das Namensfest (mit Johann Baptist Henneberg und Benedikt Schack, Libretto: Emanuel Schikaneder; UA 4. Juni 1791)
- Das Schlaraffenland (mit Benedikt Schack, Libretto: Gieseke; UA 23. Juni 1792; verschollen)
- Der Renegat oder Anton in der Türkei (mit Johann Baptist Henneberg und Benedikt Schack, Libretto: Emanuel Schikaneder; UA 15. September 1792)
- Der wohltätige Derwisch (mit Johann Baptist Henneberg und Benedikt Schack, Libretto: Emanuel Schikaneder; 10. September 1793)
- Die Maskerade oder Liebe macht alle Stände gleich, auch: Graf Balbarone (Libretto: Franz Joseph Franzky nach Carlo Goldonis La contessina; UA Brünn, 3. März 1796)
- Das Faustrecht in Thüringen, drei Teile (Libretto: Karl Friedrich Hensler; UA Brünn, 18. Juni 1797, 3. September 1797, 14. Oktober, 1797).
- Die Schreckenskuss oder Das Fräulein von Burgund (Libretto: Anton Adolph von Crenzin; UA Brünn, 5. März 1798)
- Die steinerne Braut (UA Brünn, 13. März 1799; verschollen)
- Dirge oder Rollas Tod (Libretto: August von Kotzebue, UA Brünn 1796; verschollen)

Geistliche Werke:
- In tanta solemnitate, Arie für Bass und Orchester
- Dulcissime domine deus, Offertorium in F-Dur

Instrumentalwerke:
- 12 Deutsche für Orchester
- 60 Deutsche, arrangiert für Klavier